# Elezioni primarie del Partito Democratico del 2009 (Italia)
Le elezioni primarie del Partito Democratico del 2009 si sono svolte domenica 25 ottobre 2009, per individuare il segretario nazionale, i segretari regionali e i membri dell'assemblea nazionale e delle assemblee regionali del Partito Democratico.
La consultazione ha seguito di circa due anni le elezioni primarie del 2007, che avevano eletto Walter Veltroni alla segreteria del partito. Come in quel caso, hanno votato anche i sedicenni e gli extracomunitari con permesso di soggiorno: inoltre, era previsto solamente un turno elettorale.

## Storia
La Direzione Nazionale del partito ha fissato il congresso ("convenzione" secondo lo statuto del partito) all'11 ottobre 2009 e le nuove elezioni primarie per il 25 ottobre. Inizialmente il segretario uscente Dario Franceschini non si era espresso sulla possibilità di ricandidarsi alla guida del partito ma il 24 giugno annuncia ufficialmente la sua candidatura per il Congresso e per le primarie polemizzando con una parte del partito riferendosi in modo indiretto all'ex Presidente del Consiglio Massimo D'Alema. Tra i sostenitori della candidatura di Franceschini vi sono stati Piero Fassino, Debora Serracchiani, Franco Marini, Marco Minniti, Giovanna Melandri, Tiziano Treu, Enrico Morando, Marina Sereni, Antonello Soro, Cesare Damiano, Pierluigi Castagnetti, Paolo Gentiloni, Sergio Cofferati, Rita Borsellino, Mario Adinolfi, David Sassoli. L'ex segretario del PD Walter Veltroni, pur dichiarando di voler rimanere fuori dalle vicende congressuali, ha avuto parole di apprezzamento per la candidatura di Franceschini.
L'ex ministro dello Sviluppo Economico Pier Luigi Bersani, il 5 febbraio 2009, in un'intervista al quotidiano la Repubblica, rese pubblica l'intenzione di candidarsi a segretario del Partito Democratico in vista del congresso autunnale del 2009. Tra i sostenitori della candidatura di Bersani ci sono stati Massimo D'Alema, Rosy Bindi, Enrico Letta, Livia Turco e Rosa Russo Iervolino. Bersani ha incentrato la sua candidatura sull'esigenza di unire i valori cattolico-popolari con quelli del socialismo democratico e della socialdemocrazia. Ha inoltre dichiarato il suo impegno per far sì che ogni cittadino possa votare non solo il segretario di partito, bensì anche ciascun parlamentare..
L'europarlamentare Debora Serracchiani, che nel collegio del Friuli-Venezia Giulia ha ottenuto più voti del Presidente del Consiglio Silvio Berlusconi, annuncia il suo appoggio al candidato uscente, nonostante alcuni esponenti avessero auspicato una sua candidatura.
Il sindaco di Torino Sergio Chiamparino, dopo un'apertura relativa alla possibilità di presentarsi come candidato, ribadisce la sua non partecipazione al processo elettorale del partito.
Ignazio Marino, noto chirurgo di fede cattolica (anche se non sempre in sintonia con il Magistero), ribadisce la volontà di presentarsi alle primarie del PD divenendo il terzo candidato in corsa. Ciò ha creato diverse polemiche specialmente nell'area teodem del partito, all'epoca guidata da Paola Binetti, a causa delle proposte del professore in tema di testamento biologico.
Il 30 giugno anche Amerigo Rutigliano esprime, direttamente sul suo blog, il desiderio di candidarsi.
Mario Adinolfi, dopo l'insuccesso delle precedenti primarie, aveva inizialmente deciso di presentarsi come candidato, ma all'ultimo momento si è schierato con Franceschini.
Il 4 luglio il chirurgo Ignazio Marino conferma a sua volta di voler correre per la segreteria, ufficializzando la propria candidatura il 23 luglio 2009, alla Camera del Lavoro di Milano. Il suo slogan è stato: «Vivi il PD, cambia l'Italia»; il suo programma puntava sul rilancio del merito e dei diritti civili, sulla salute, la laicità e l'ambiente. Viene sostenuto in prima linea da Giuseppe Civati.
Controversa è la candidatura di Beppe Grillo: il comico genovese, dopo le critiche da lui rivolte al partito, decide di presentarsi, polemizzando con gli altri candidati alla segreteria. Grillo decide perciò d'iscriversi al PD della Sardegna e di raccogliere le firme necessarie per la candidatura alla segreteria. Tuttavia il partito respinge la candidatura, ritenendola inopportuna e provocatoria, e non accetta la sua iscrizione ritenendola non valida, dato che il comico è residente a Nervi (Genova).
Il 23 luglio il Comitato per il Congresso ufficializza dunque 4 candidature: quelle di Pier Luigi Bersani, Dario Franceschini, Ignazio Marino e Amerigo Rutigliano.
Il 28 luglio, però, proprio quest'ultima candidatura viene respinta dallo stesso Comitato, poiché delle 1542 firme presentate dal candidato, 500 sono risultate appartenenti a persone non iscritte al PD.
Il giorno successivo la Commissione Nazionale per il Congresso annuncia anche che la quota degli iscritti che prendono parte alla prima fase congressuale è di 820 607.
I risultati definitivi dei 7221 congressi di circolo vengono divulgati l'8 ottobre dalla stessa Commissione Nazionale: Pier Luigi Bersani ottiene 255189 voti pari al 55,13%, seguito da Dario Franceschini con 171041 voti pari al 36,95% e da Ignazio Marino con 36674 voti pari al 7,92%. Tutti e tre i candidati sono quindi ammessi a partecipare alle elezioni primarie del 25 ottobre 2009.

## Candidati
| Foto | Nome | Nome               | Cariche | logo |
| ---- | ---- | ------------------ | --- | ---- |
|      |      | Pier Luigi Bersani | - Ministro dello sviluppo economico (2006-2008) - Ministro dei trasporti e della navigazione (1999-2001) - Ministro dell'industria, del commercio e dell'artigianato (1996-1999) - Presidente della Conferenza delle Regioni e delle Province autonome (1995) - Presidente della Regione Emilia-Romagna (1993-1996) |      |
|      |      | Dario Franceschini | - Vicesegretario del Partito Democratico (2007-2009) - Sottosegretario di Stato alla Presidenza del Consiglio dei ministri (1999-2001) - Vicesegretario e Coordinatore del Partito Popolare Italiano (1997-1999) |      |
|      |      | Ignazio Marino     | - Senatore della Repubblica Italiana (2006-2013) |      |

### Candidati a segretario regionale
I candidati alle segreterie regionali sono stati i seguenti.

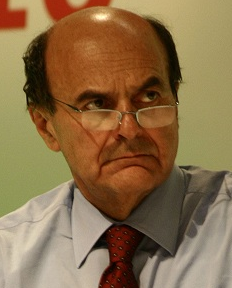
Pier Luigi Bersani, vincitore delle primarie 2009

| Regione               | Mozione Bersani                    | Mozione Franceschini                                 | Mozione Marino         |
| --------------------- | ---------------------------------- | ---------------------------------------------------- | ---------------------- |
| Abruzzo               | Silvio Paolucci                    | Silvio Paolucci                                      | Fabio Ranieri          |
| Basilicata            | Roberto Speranza Salvatore Adduce  | Erminio Restaino                                     | Sabino Altobello       |
| Calabria              | Carlo Guccione                     | Pino Caminiti                                        | Fernanda Gigliotti     |
| Campania              | Vincenzo Amendola                  | Leonardo Impegno                                     | Francesco Vittoria     |
| Emilia-Romagna        | Stefano Bonaccini                  | Mariangela Bastico                                   | Thomas Casadei         |
| Friuli-Venezia Giulia | Vincenzo Martines                  | Debora Serracchiani                                  | Maria Cristina Carloni |
| Lazio                 | Alessandro Mazzoli                 | Roberto Morassut                                     | Ileana Argentin        |
| Liguria               | Lorenzo Basso                      | Sergio Cofferati                                     | Ermanno Pasero         |
| Lombardia             | Maurizio Martina                   | Emanuele Fiano                                       | Vittorio Angiolini     |
| Marche                | Palmiro Ucchielli                  | Palmiro Ucchielli                                    | Palmiro Ucchielli      |
| Molise                | Danilo Leva                        | Domenico Di Lisa                                     | Michele Petraroia      |
| Piemonte              | Gianfranco Morgando                | Cesare Damiano                                       | Roberto Tricarico      |
| Puglia                | Sergio Blasi                       | Guglielmo Minervini                                  | Enrico Fusco           |
| Sardegna              | Giampaolo Diana Silvio Lai         | Francesca Barracciu                                  | Carlo Balloi           |
| Sicilia               | Giuseppe Lumia Bernardo Mattarella | Giuseppe Lupo                                        | Giuseppe Messina       |
| Toscana               | Andrea Manciulli                   | Agostino Fragai                                      | Simone Siliani         |
| Trentino-Alto Adige   |                                    | Antonio Frena (Alto Adige) Giorgio Tonini (Trentino) |                        |
| Umbria                | Lamberto Bottini                   | Alberto Stramaccioni                                 | Valerio Marinelli      |
| Valle d'Aosta         | Raimondo Donzel                    | Raimondo Donzel                                      | Raimondo Donzel        |
| Veneto                | Rosanna Filippin                   | Andrea Causin                                        | Felice Casson          |

## Risultati

### Voto tra gli iscritti

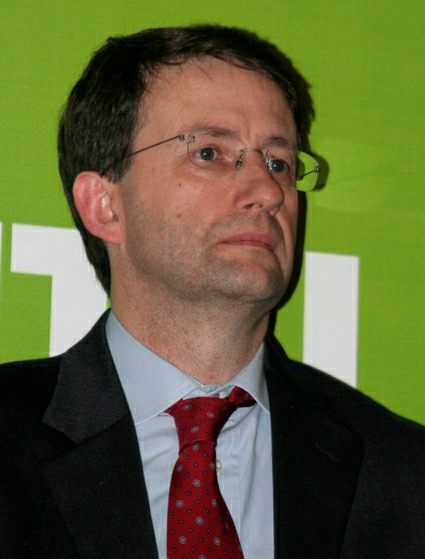
Dario Franceschini, segretario uscente

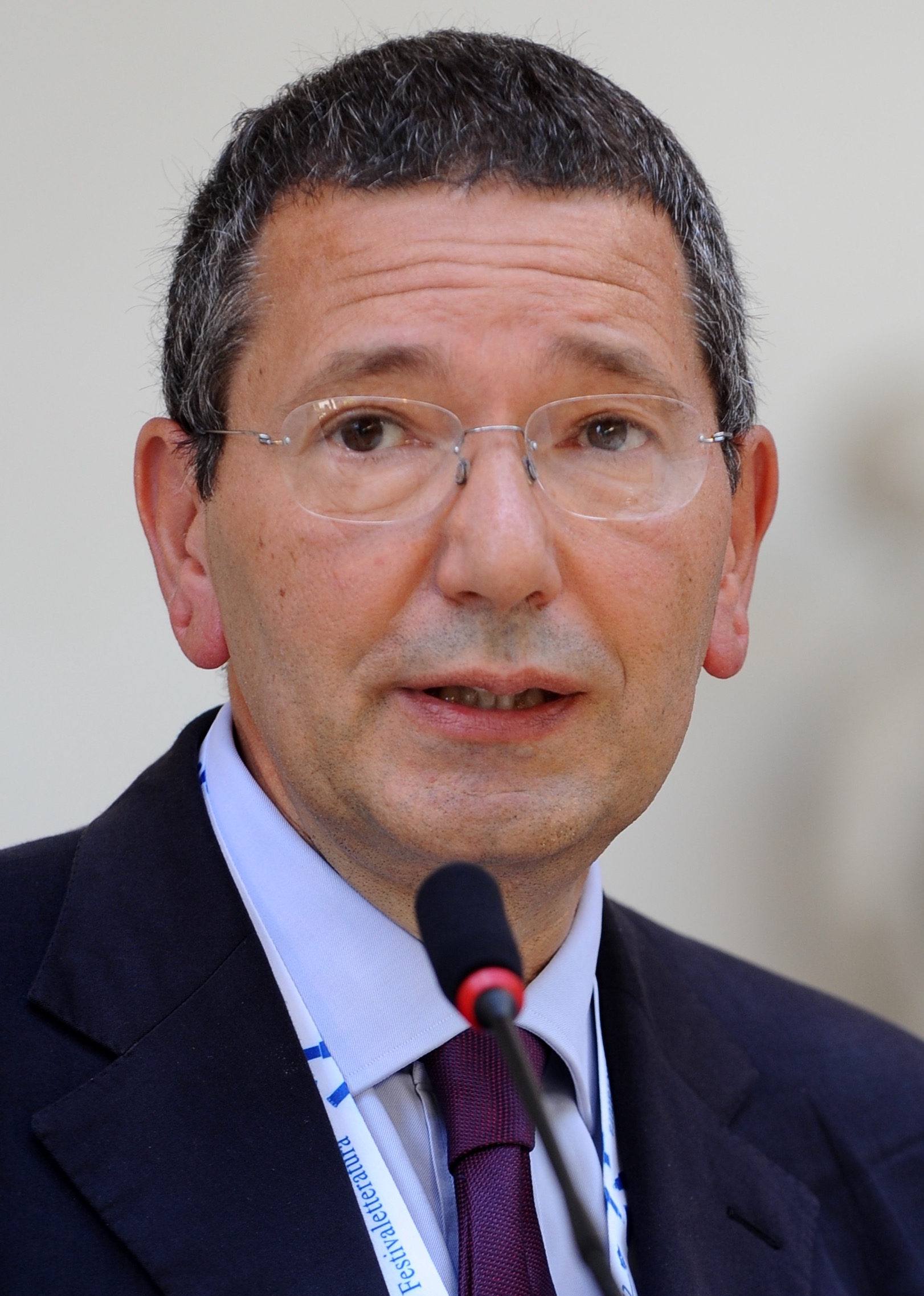
Ignazio Marino, terzo candidato alle primarie

| Candidati | Candidati          | Voti    | %     |
| --------- | ------------------ | ------- | ----- |
|           | Pier Luigi Bersani | 255.189 | 55,1  |
|           | Dario Franceschini | 171.041 | 37,0  |
|           | Ignazio Marino     | 36.674  | 7,9   |
| Totale    | Totale             | 462.904 | 100,0 |

|               |               |  |       |       |
| ------------- | ------------- |  | ----- | ----- |
| Bersani       | Bersani       |  | 55,1% | 55,1% |
| Francheschini | Francheschini |  | 37,0% | 37,0% |
| Marino        | Marino        |  | 7,9%  | 7,9%  |

(Dati ufficiali)

### Elezioni primarie
I seggi sono rimasti aperti dalle ore 8 alle 20 di domenica 25 ottobre 2009. I dati sull'affluenza sono stati resi pubblici alle 11:30 e alle 17:30 da Maurizio Migliavacca, a nome della commissione congresso del PD: alle 11:30 avevano votato 876 570 elettori, alle 17:30 erano 1 962 397, e alle 20:00, alla chiusura dei seggi, il totale è stato di 3 102 709.
| Candidati              | Candidati              | Voti      | %     | Delegati |
| ---------------------- | ---------------------- | --------- | ----- | -------- |
|                        | Pier Luigi Bersani     | 1.623.239 | 53,2  | 530      |
|                        | Dario Franceschini     | 1.045.123 | 34,3  | 339      |
|                        | Ignazio Marino         | 380.904   | 12,5  | 131      |
| Totale                 | Totale                 | 3.049.266 | 100,0 | 1.000    |
| Schede bianche e nulle | Schede bianche e nulle | 53.443    |       |          |
| Totale votanti         | Totale votanti         | 3.102.709 |       |          |

|               |               |  |       |       |
| ------------- | ------------- |  | ----- | ----- |
| Bersani       | Bersani       |  | 53,2% | 53,2% |
| Francheschini | Francheschini |  | 34,3% | 34,3% |
| Marino        | Marino        |  | 12,5% | 12,5% |

(Dati ufficiali)
| Regione               | Vincitore                                               |
| --------------------- | ------------------------------------------------------- |
| Abruzzo               | Silvio Paolucci                                         |
| Basilicata            | Roberto Speranza                                        |
| Calabria              | Carlo Guccione                                          |
| Campania              | Vincenzo Amendola                                       |
| Emilia-Romagna        | Stefano Bonaccini                                       |
| Friuli-Venezia Giulia | Debora Serracchiani                                     |
| Lazio                 | Alessandro Mazzoli                                      |
| Liguria               | Lorenzo Basso                                           |
| Lombardia             | Maurizio Martina                                        |
| Marche                | Palmiro Ucchielli                                       |
| Molise                | Danilo Leva                                             |
| Piemonte              | Gianfranco Morgando                                     |
| Puglia                | Sergio Blasi                                            |
| Sardegna              | Silvio Lai                                              |
| Sicilia               | Giuseppe Lupo                                           |
| Toscana               | Andrea Manciulli                                        |
| Trentino-Alto Adige   | Antonio Frena (Alto Adige) Michele Nicoletti (Trentino) |
| Umbria                | Lamberto Bottini                                        |
| Valle d'Aosta         | Raimondo Donzel                                         |
| Veneto                | Rosanna Filippin                                        |

## Eletti
Composizione dell'Assemblea nazionale
     Delegati di Pier Luigi Bersani 530
     Delegati di Ignazio Marino 131
     Delegati di Dario Franceschini 339